# 丨
뚫을 곤(丨)은 한자 부수의 하나로, 강희자전 부수의 두 번째 부수이다. '뚫다, 위 아래로 통하다'의 뜻을 담고 있다. 현재는 단독으로 사용하지 않는 글자이다.

## 자원

대전
소전

## 丨부

영자팔법에서의 丨

丨부에 속해있는 대부분의 한자는 '뚫다'와 관련이 있기보다는 단순히 분류를 편하게 하기 위해 속해 있는 경우가 많다. 필획명은 竪이고, 영자팔법에서는 努으로 불린다.
中에서는 '뚫다', '가운데'의 뜻으로 쓰였다.
| 자획 | 글자       |
| ---- | ---------- |
| 0    | 丨         |
| 1 획 | 丩         |
| 2 획 | 个丫       |
| 3 획 | 中丮丯丰书 |
| 4 획 | 丱         |
| 6 획 | 串         |
| 7 획 | 丳         |
| 8 획 | 临         |
| 9 획 | 丵         |

### 명칭
- Radical Line
- 일본어: ぼう、たてぼう
- 중국어: 竪

## 문헌
- Fazzioli, Edoardo. 《Chinese calligraphy : from pictograph to ideogram : the history of 214 essential Chinese/Japanese characters》. calligraphy by Rebecca Hon Ko. New York: Abbeville Press. ISBN 0-89659-774-1.
- Leyi Li: “Tracing the Roots of Chinese Characters: 500 Cases”. Beijing 1993, ISBN 978-7-5619-0204-2